# フェリブリージュ

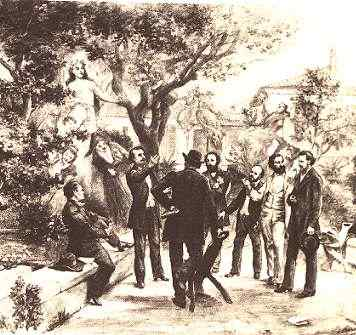
1854年のフェリブリージュ

フェリブリージュ（Le Félibrige）は、19世紀にオック語の一方言であるプロヴァンス語の保護を目的としてフレデリック・ミストラルらによって創設された団体（およびそれに代表される運動）。
フェリブリージュは1854年5月21日にヴォクリューズ県シャトーヌフ＝ド＝ガダーニュで、七人の詩人たちによって創設された。その七人とはミストラル、ジョゼフ・ルマニユ(Joseph Roumanille)、テオドル・オバネル(fr:Théodore Aubanel)、ジャン・ブリュネ(Jean Brunet)、ポール・ジエラ(Paul Giéra)、アンセルム・マチュー(Anselme Mathieu)、アルフォンス・タヴァン(Alphonse Tavan)である。
「フェリブリージュ」はミストラルによって栄誉を取り戻したプロヴァンス語の "félibre" であり、近代プロヴァンス語作家をあらわしている。この語はもともとラテン語のfellibris（赤子）に由来し、詩人がムーサの赤子であることを示している。